# One Prudential Plaza
Le One Prudential Plaza (anciennement connu sous le nom de Prudential Building) est un gratte-ciel de 41 étages et d'une hauteur de 183 mètres situé dans la ville de Chicago, dans l'Illinois, aux États-Unis.
Il se trouve au 130 East Randolph Street dans le quartier de New Eastside, dans la partie nord-est du secteur financier du Loop (Downtown Chicago). Il se trouve à l'angle sud-ouest du Two Prudential Plaza.
Achevé en 1955, il s'agit du premier gratte-ciel construit à Chicago depuis la Grande Dépression des années 1930 et la Seconde Guerre mondiale. Depuis la crise économique mondiale de 2008, le complexe Plaza, qui comprend un deuxième bâtiment construit en 1990, appartient à BentleyForbes et à un consortium d'investisseurs new-yorkais.

## Description
À la suite du krach boursier américain de 1929, et ce jusqu'à la fin de la Seconde Guerre mondiale, la construction de grands bâtiments ralentit à Chicago et dans le reste des États-Unis. Le One Prudential Plaza est le premier gratte-ciel construit dans le centre-ville de Chicago depuis le LaSalle National Bank Building, 21 ans plus tôt, et il fut construit sur les anciennes lignes de chemin de fer de la compagnie de l'Illinois Central Railroad.
Il s'agit du dernier bâtiment relié au réseau de tunnels de la Chicago Tunnel Company. Lorsque le Prudential fut terminé, il possédait le toit le plus haut de Chicago, seule la statue de Cérès au sommet du Chicago Board of Trade Building étant plus élevée.
Son mât servait d'antenne de diffusion pour la chaîne de télévision de Chicago WGN-TV. Le cabinet d'architectes était Naess & Murphy, précurseur de C.F. Murphy & Associates et plus tard de Murphy/Jahn Architects.
La façade de la tour a été conçue par un architecte qui avait également conçu les façades du RCA Building (aujourd'hui connu sous le nom de 30 Rockefeller Plaza) à New York. La façade utilise des piliers en pierre calcaire avec des fenêtres pivotant verticalement et des panneaux métalliques entre les piliers. Les fenêtres étaient ouvertes pour être lavées et n'étaient pas utilisées pour la ventilation. Les fenêtres ont depuis été remplacées en raison de l'étanchéité des joints et sont maintenant lavées à l'aide d'échafaudages.
Le bâtiment servit de siège social pour Prudential Financial, une entreprise de vente de produits et de services financiers.